# 尼拉山

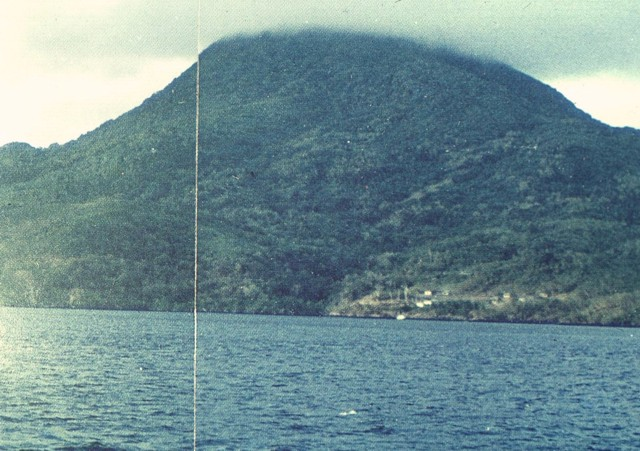

尼拉山（Mount Nila）是印度尼西亚马鲁古群岛西南群岛的一个火山岛，最高点海拔781米，位于班达海中。行政上隶属马鲁古省中马鲁古县。最近一次喷发在1968年5月至6月，造成了Rumadai村被遗弃。